# Relanges
Relanges település Franciaországban, Vosges megyében. Lakosainak száma 190 fő (2022. január 1.). Relanges Thuillières, Belmont-lès-Darney, Bonvillet, Darney, Dombasle-devant-Darney, Nonville, Provenchères-lès-Darney, Saint-Baslemont és Senonges községekkel határos.

## Népesség
A település népessége az elmúlt években az alábbi módon változott:
| Lakosok száma | 215  | 212  | 224  | 209  | 204  | 199  | 196  | 193  | 190  |
|               | 2013 | 2015 | 2016 | 2017 | 2018 | 2019 | 2020 | 2021 | 2022 |